# Zonsverduistering van 21 augustus 1914

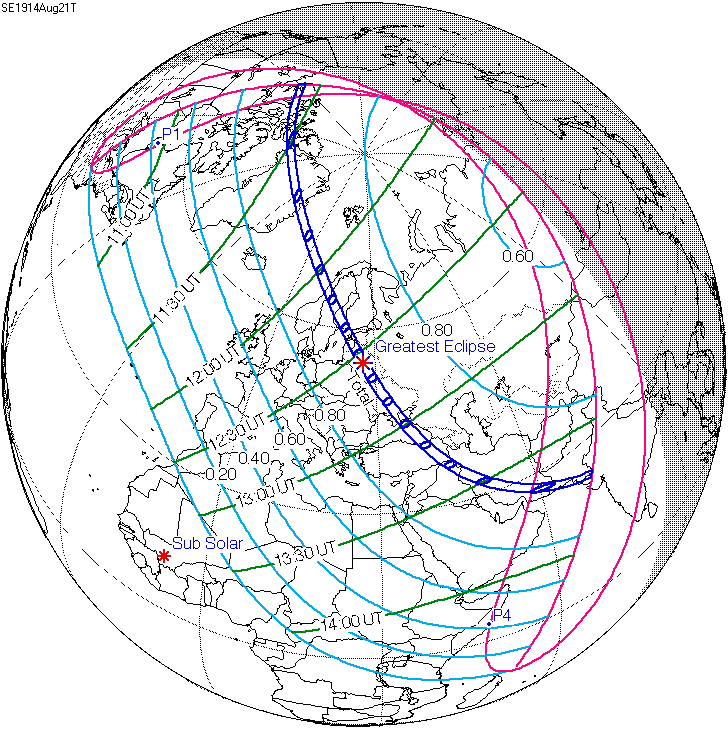
De zonsverduistering was te zien tussen de blauwe lijnen.

De totale zonsverduistering van 21 augustus 1914 trok veel over land en was achtereenvolgens te zien in Canada, Groenland, Noorwegen, Zweden, Keizerrijk Rusland, Ottomaanse Rijk, Perzië en Brits-Indië. 
Tegenwoordig betreft dit de volgende zeventien landen: Canada, Groenland, Noorwegen, Zweden, Finland, Estland, Letland, Litouwen, Wit-Rusland, Oekraïne, Rusland, Turkije, Syrië, Irak, Iran, Pakistan en India.

## Lengte

### Maximum
Het punt met maximale totaliteit lag in het tegenwoordige Wit-Rusland tussen de plaatsen Kuraniec en Vyazin en duurde 2m14,5s.

### Limieten
| Fenomeen                    | Code | Tijdstip UTC  |
| --------------------------- | ---- | ------------- |
| Eerste contact bijschaduw   | P1   | 10:11:51.5 UT |
| Eerste contact kernschaduw  | U1   | 11:25:06.4 UT |
| Kernschaduw compleet vanaf  | U2   | 11:26:58.7 UT |
| Bijschaduw compleet vanaf   | P2   | Niet          |
| Maximum eclips              | GE   | 12:34:08.8 UT |
| Bijschaduw compleet t/m     | P3   | Niet          |
| Kernschaduw compleet t/m    | U3   | 13:41:41.1 UT |
| Laatste contact kernschaduw | U4   | 13:43:37.8 UT |
| Laatste contact bijschaduw  | P4   | 14:56:37.5 UT |